# Ливни, Эйтан
Иерухам «Эйтан» Ливни (ивр איתן לבני; 2 декабря 1919, Гродно, Польша — 27 декабря, 1991, Израиль) — израильский политик и депутат кнессета от партии Ликуд. Сионист-ревизионист, один из командиров Иргуна. Отец крупного израильского политика Ципи Ливни.

## Биография
Эйтан Ливни (Ярухам Бзозович) родился в городе Гродно (Польша, в настоящее время Белоруссия) в 1919 году. Его семья репатриировалась в подмандатную Палестину в 1925 году и поселилась в Тель-Авиве. Здесь он пошёл в среднюю школу, а позже в ремесленное училище. В 1938 году Ливни вступил в Бейтар в Зихрон-Яакове, где занимался сельскохозяйственными работами и караульной службой. В 1938, после повешения Шломо Бен-Йосефа, вступил в Иргун, а год спустя прошёл курс командиров в мошаве Тель-Цур (около Биньямины).
В 1944 году после начала восстания Иргуна против Британской империи стал членом оперативного штаба еврейского движения сопротивления, на должности директора по проведению операций. Был арестован 4 апреля 1946 года за участие в диверсионной операции против британских железных дорог, которая называлась «Ночь поездов», в ходе которой погибли два британца и четыре араба. Операция «Ночь поездов» вместе с операциями «Ночь аэропортов» и «Ночь мостов» послужила для британцев причиной проведения карательной Операции Агата («Чёрная Суббота»). Около 2 700 человек были арестованы, среди них будущий премьер-министр Израиля Моше Шарет. Эйнат Ливни был приговорен к 15 годам тюремного заключения, но был освобожден в 1947 году в ходе массового побега из тюрьмы в Акко. В том же году он был тайно послан в Европу, чтобы организовать действия против британских объектов в Европе. 15 мая 1948 года после провозглашения независимости Израиля, Ливни возвращается в Израиль, чтобы принять участие в Войне за независимость, и становится командиром 57-го батальона бригады Гивати.
15 мая 1948 года Эйтан Ливни и Сара Ливни (Розенберг) вступили в брак, их семья была самой первой семьей в провозглашённом государстве.
После образования Государства Израиль Ливни занялся предпринимательской деятельностью, владел заводом «Арье» и возглавлял отдел деревообрабатывающей промышленности в Объединении промышленников. Начиная с 1960 г. Эйтан Ливни входил в различные руководящие органы движения Херут.
Трижды избирался в Кнессет.
Эйтан Ливни умер 27 декабря 1991 года. По его просьбе на надгробии была выгравирована эмблема Иргун. Его дочь Ципора (Ципи) Ливни стала главой партии Кадима, до 2012 года она занимала должность лидера оппозиции в Кнессете.

## Должности в Кнессете

### Кнессет 8-го созыва
- Председатель подкомиссии по энергии
- Член подкомиссии по борьбе с дорожными авариями
- Член комиссии по иностранным делам и безопасности
- Член комиссии по экономике

### Кнессет 9-го созыва
- Член комиссии по иностранным делам и безопасности
- Член комиссии по вопросам государственного контроля

### Кнессет 10-го созыва
- Председатель комиссии Кнессета
- Председатель комиссии по вопросам этики
- Член комиссии по экономике